# D'Urville Island (Nieuw-Zeeland)
D'Urville Island of D'Urville-eiland (Engels: D'Urville Island, Maori: Rangitoto Ki Te Tonga) is een klein eiland voor de noordelijke kust van het Nieuw-Zeelandse Zuidereiland. Het eiland ligt in de regio Marlborough. Het eiland werd genoemd naar de Franse verkenner Jules Dumont d'Urville. Het eiland heeft een oppervlakte van 150 km² en is daarmee het op zeven na grootste eiland van Nieuw-Zeeland. Het eiland is voor het grootste deel bebost.
Het eiland is gescheiden van het vasteland door de Franse Pas, waardoor water aan 14 km/h (8 knopen) per getijde vloeit. D'Urville onderzocht de passage gedurende verschillende dagen in 1827, en beschadigde zijn boot toen hij erdoor voer. Ten noorden van het eiland ligt Straat Cook. Hier liggen tevens enkele eilanden, waaronder Stephens Island, Te Wakaapani en Te Mokaipani.
Ten zuiden van D'Urville-eiland ligt slechts Hautai-eiland, in het westen liggen onder andere de eilanden Anatakupu-eiland en Puangiangi-eiland, in het oosten o.a. Rahuinui-eiland en Puotewheke.